# I Dare You
Singles de Shinedown
Save Me
(2005) Heroes
(2005)
I Dare You est le sixième single du groupe Shinedown sorti en 2005.

## Liste des chansons
| No | Titre      | Durée |
| -- | ---------- | ----- |
| 1. | I Dare You | 3:53  |

## Performance dans les charts
| Charts                                    | Meilleure position |
| ----------------------------------------- | ------------------ |
| U.S. Billboard Hot 100                    | 88                 |
| U.S. Billboard Hot Mainstream Rock Tracks | 2                  |
| U.S. Billboard Modern Rock                | 8                  |